# François-René de Chateaubriand
François-René de Chateaubriand (født 4. september 1768, død 4. juli 1848) var en fransk forfatter, politiker og diplomat. Han anses for at være stifteren af romantikken i fransk litteratur.

## Liv og forfatterskab
Chateaubriand var af gammel, adelig familie og beslægtet med Malesherbes. Sin barndom levede han på den gamle borg Combourg. Tidlig udvikledes hans sværmeriske, melankolske naturfølelse i Bretagnes store, vilde egeskove med udsigt til det brusende hav.
Længe vaklede han i valget af livsstilling, ville først være søofficer, så gejstlig, men blev endelig infanteriløjtnant. Efter faderens død i 1786 gik han til Paris, kom i litterære kredse og påvirkedes af forfattere som Parny, Chamfort og Laharpe, han blev fritænker, og skønt han som ægte adelsmand kom til hoffet i Versailles, var hans sind dog fanget af Rousseaus reformatoriske ideer. Imidlertid pinte det ham at være tilskuer ved revolutionens første voldsomme udbrud, han higede mod ny jord, mod utopier, og drog 1791 til Nordamerika, oprindeligt med den plan at finde Nordvestpassagen. Men på vejen nord på fordybede han sig i de store urskove ved de kanadiske søer, han genfandt sin barndoms vilde sceneri i mere storladen målestok, han forelskede sig i de vildes uskyldsrene naturliv; den fremtrængende kultur syntes ham demoraliserende over for denne primitivitet.
I urskovens tungt brusende stilhed undfangede han ideen til de senere så berømte skildringer af naturlivet og naturfolkets undergang: Atala, René, Les Natchez.
Tilfældig erfarede han revolutionens stormgang i hans fædreland: kongen og tronen var truet. Han vendte hurtig tilbage til Paris 1792. Han blev uden kærlighed gift med en rig dame, hvilket ægteskab hans familie fremtvang. Forarget over begivenhedernes gang emigrerede han sammen med sin broder, lod sig indrullere som menig i prinsernes hær og gik med østriger- og emigrantarmeen mod sit fædrelands grænser. Ved Thionville blev han hårdt såret, tillige offer for koppeepidemien, flygtede syg over Ostende til Jersey og derfra til London, hvor han blev helbredt. I London levede han nu fra 1793 til 1800 i usle kår, svagelig og henvist til at leve for største delen af oversætterarbejde. Her udgav han også 1797 sit første arbejde: Essai historique, politique et moral sur les révolutions anciennes et modernes, considérées dans leur rapport avec la révolution française, et uklart, ufrit og umodent værk, der dog endnu ganske er gennemsyret af den Rousseau’ske oplysningsfilosofi. Imidlertid ændredes hans livsbetragtning: revolutionen havde ramt ham personlig, hans broder var død under guillotinen, hans moders og søsters liv forkortedes ved hårdt fængsel.
Da moderen døde i 1798, foregik der et brat omslag i hans religiøse følelsesliv, der nu vendte sig til og fandt trøst i en positiv kristendomsbekendelse. Som forløber for sit hovedværk offentliggjorde han 1801 i Mercure de France Fortællingen Atala (på dansk ved Johannes Jørgensen, 1888), der skildrer en ung, kristnet indianerindes kærlighed til den unge, hedenske indianer Chactas; i helligt sværmeri foretrækker jomfruen døden frem for den hedenske elskov. Skuepladsen for denne skildring er den amerikanske urskov, hvis storladne pragt og fylde i digterens sjæl føder en diktion af dengang ukendt poetisk kraft og flugt. Omkring den strenge beretning om kristelig askese, om kristendommens sejr, bruser en stemningsfyldt prosa, der er den franske romantiks første vårbrud. Atala udgør kun en som eksempel anbragt episode af Chateaubriands navnkundige værk Le génie du christianisme, der udkom 1802, et forsvar for kristendommen ikke i dogmatisk eller historisk forstand, men som følelsens religion, fantasiens evangelium, den kilde, hvoraf martyr-ekstase, altopofrelse og salighedshåbet vælder. Uden logik, uden forstandsundersøgelse docerer han sin poetiske kristendom og dens magt gennem tiderne med en ildfuld veltalenhed, der rev alle hen. Hans bevisførelse går ofte i cirkellinje. Konklusionen af værket er følgende: kristendommen er fuldkommen, menneskene ufuldkomne; da nu intet fuldkomment kan udgå fra noget ufuldkomment, kan kristendommen ikke være kommet fra mennesker, men fra Gud, og er den kommet fra Gud, kan den kun være meddelt menneskeheden gennem åbenbaring - følgelig er kristendommen en åbenbaret religion. Chateaubriands bog var et led i den reaktion mod det 18. århundredes rationalisme, hvor efter sindene allerede længtes: uden i mindste måde at være ortodoks gav den de religiøse tendenser vækst og pustede til det romantiske sværmeri.
Efter 18. Brumaire var Chateaubriand vendt hjem til Frankrig; Le génie du christianisme passede ind i Napoleons planer, der netop deng ang gik ud på en forsoning med Romerkirken. Hans forhold til Napoleon blev da også en kort tid venskabeligt, 1803 sendtes han som gesandt til Rom, men allerede året efter fratrådte han sin stilling for at protestere mod justitsmordet på hertugen af Enghien.
I 1806 tiltrådte han sin store udenlandsrejse, besøgte Grækenland, Lilleasien, Palæstina, Afrika og Spanien og samlede sine rige iagttagelser, sine følelser og stemninger dels til en stor religiøs prosa-epopé Les martyrs, ou le triomphe de la religion chrétienne (2 bind, 1809), hvori hedenskab brydes med kristendom, hedensk elskov med kristelig, indtil den kristne helt, Eudoros, besejrer sig selv og i Rom lider martyrdøden under Diocletian, dels til en beåndet rejseskildring Itinéraire de Paris à Jérusalem (3 bind, 1811), en art scenarium til handlingen i Les martyrs. Forinden disse to værkers fremkomst havde han 1807, som særskilt lille bog, udgivet René, der lige som Atala egentlig udgør en episode af Le génie du christianisme. René er måske det mest typiske udtryk for Chateaubriands digterindividualitet, en art selvbiografi; René er en fransk "Werther": sygelig følsom, gnavet af en dump verdenssmerte, forfærdet over sin søsters skæbne, der i klosteret gør bod for en ulyksalig lidenskab, hvis genstand han selv uafvidende har været, ryster han kulturens støv af sine fødder, drager til Amerikas urskove og fordyber sig i træernes tungsindige brus, i et halvt asketisk, halvt vellystigt sværmeri, i sorgens monotoni.
I Les Natchez, der dog først udkom 1825, fortsættes Renés liv og religiøse udvikling: han gifter sig med en indianerinde og falder i kampen; indianerstammen selv - Les Natchez - går til grunde, meget pompøst og højtideligt med indgriben af både dæmoner og engle.
Under sit ophold i Spanien inspireredes han i Alhambra til sin berømte fortælling Les aventures du dernier des Abencérages. Alle disse prosa-digtninger vandt europæisk ry og endnu i dag kan hans naturmaleris friske kraft gribe læseren. Han behandler sproget som en mester, hans foredrag er som orgelspil: snart smelter det hen i søde harmonier, snart bruser det op i følelsens vælde, i fantasiens flyvende rytmer. Chateaubriand var Frankrigs første egentlige romantiker, men trods al den religiøse ekstase gnaves hans produktion inderst inde af livsledens orm.

## Politiske gerning
Hans statsmands-løbebane bragte ham kun ringe ære. En grænseløs forfængelighed, der lige frem udartede til en latterlig skinsyge over for den sejrrige Napoleon, og en ganske umandig irritabilitet prægede al hans offentlige færd. Hans had til Napoleon blev mere og mere lidenskabeligt, især efter at denne 1811 havde forbudt hans tiltrædelsestale til Akademiet, fordi den var imod revolutionen og kejserdømmet. Efter kejserens fald udgav han 1814 en skamløs pamflet De Bonaparte et des Bourbons, som Ludvig 18. selv mente gavnede ham mere end en hel hær. I de 100 dage var han kongens indenrigsminister i Gent, siden optrådte han, som Pair af Frankrig på yderste fløj af højre og viste sig i sine politiske skrifter, navnlig i La monarchie selon la charte (1816), som endnu mere royalistisk end selve kongen, der forbitredes over hans uforbeholdne udtalelser, så Chateaubriand nogle år var i unåde, indtil hans panegyrik over hertugen af Berry ved dennes død 1820 på ny bragte ham i yndest.
Skiftevis var han gesandt i Berlin, minister, gesandt i London, befuldmægtiget på kongressen i Verona, hvor han varmt talte grækernes sag, var i 1823 udenrigsminister, fremkaldte som sådan den spanske krig, der medførte enevældens genoprettelse i Spanien, men kom i klammeri med statsministeren, Villèle, og fik pludselig sin afsked 1824. Fra nu af trådte han over i den liberale opposition, hilste Karl 10.s tronbestigelse i sit begejstret affattede flyveskrift Le roi est mort! vive le roi!, men da han alligevel ikke opnåede at blive minister, vedblev han at støtte oppositionen og førte navnlig et heftigt angreb mod den genoprettede censur. I 1828 blev han, under det liberale ministerium Martignac, gesandt i Rom, men nedlagde straks sin post, da dette 1829 måtte vige for ministeriet Polignac. Efter Julirevolutionen, hvori han ikke deltog, nægtede han Ludvig Filip troskabsed, kæmpede for Chambords nedarvede tronret og søgte at iværksætte en alliance mellem legitimisterne og demokratiet. Den fordrevne bourbon’ske linje helligede han trofast sin kamp, og han fortsatte i brochurer og avisartikler sin polemik mod borgerkongedømmet: sin politiske trosbekendelse gav han i De la restauration et de la monarchie élective (1831) følgende karakteristiske Form: "Jeg er Tilhænger af Bourbon’erne af æresfølelse, royalist af overbevisning, republikaner af tilbøjelighed".
I øvrigt levede han resten af sit liv i fred i Abbayes-aux-Bois, nær ved sin mangeårige, tro veninde, Mme. Récamier, i hvis salon han fejredes som en gud af det unge Frankrig, sysselsat med historiske og litterære studier, blandt andet med et værk om engelsk litteratur, en oversættelse af Miltons Paradise lost (1836), men navnlig med affattelsen af sine Mémoires d’outre-tombe. Som titlen siger, skulde de først udkomme efter hans død. Imidlertid nødte pengetrang ham til at afhænde manuskriptet til en forlægger, og denne begyndte allerede i hans sidste leveår at lade livserindringerne trykke i presse, hvor efter de udkom i 12 bind (1849-50, ny udgave ved Biré i 6 bind 1898-1900). I memoireværket røber den fantasiomtumlede digter-politiker sig ofte som en uklar, svag og smålig ånd; dog rummer erindringerne en mængde materiale.

## Mindesmærke
Nationen rejste 1875 et mindesmærke (af Millet) på hans grav i Saint-Malo, hvor han jordedes på en klippe i havet.
Oeuvres complètes udgaves af ham selv (1826-31, 31 bind), af Sainte-Beuve (1859-61, 12 bind). Gustave Doré illustrerede Atala (1862). Hans Correspondance générale udkom 1912-13 i 4 bind.

## Forfatterskab
- Essai historique, politique et moral sur les révolutions anciennes et modernes, considérées dans leurs rapports avec la Révolution française (1797)
- Atala (1801)
- René (1802)
- Génie du christianisme (1802)
- Les Martyrs (1809)
- Mémoires de ma vie (1809)
- Itinéraire de Paris à Jérusalem (1811)
- De Buonaparte et des Bourbons (1814)
- Les Natchez (1826)
- Voyage en Amérique (1827)
- Études historiques sur la chute de l’Empire romain (1831)
- Essai sur la littérature anglaise (1836)
- Le Congrès de Vérone (1838)
- La Vie de Rancé (1844)
- Mémoires d'outre-tombe, udgivet posthumt (1848).

Desuden skrev han kritiske artikler, utrykte værker (Abencerrages, Moïse, tragedier, lyrik, politiske afhandlinger), samt oversættelsen Le Paradis perdu, af John Milton (Paradise Lost).